# Нова Шемурша
Нова Шемурша́ (рос. Новая Шемурша, чув. Çĕнĕ Шăмăршă) — присілок у складі Шемуршинського району Чувашії, Росія. Входить до складу Шемуршинського сільського поселення.
Населення — 333 особи (2010; 365 у 2002).
Національний склад:
- чуваші — 96 %